# ЮТэйр — Вертолётные услуги
Открытое акционерное общество «ЮТэйр-Вертолётные услуги» — крупнейший в мире вертолетный оператор. Флот компании включает более 330 вертолётов, преимущественно семейства «Миль» и Airbus Helicopters. «ЮТэйр-Вертолётные услуги» специализируется на перевозке пассажиров и грузов, решении задач нефтегазового сектора, а также на спасательных работах и функциях санитарной авиации.

## История предприятия
История развития «ЮТэйр-Вертолётные услуги» неразрывно связана с историей авиакомпании «ЮТэйр» и Тюменского управления гражданской авиации.
- 1967 — организовано Тюменское управление гражданской авиации[5] на базе Тюменской авиагруппы Уральского управления гражданской авиации по приказу министра гражданской авиации СССР для обслуживания нужд одного из крупнейших промышленных центров — Западно-Сибирского нефтегазового комплекса. Министерство гражданской авиации сосредоточило в пределах области 38% всего гражданского вертолётного парка страны. В состав управление вошло пять объединённых авиаотрядов и две объединённые эскадрильи. Работники предприятия стали первопроходцами-испытателями вертолётов марки «Миль», включая Ми-26. Общая численность работников — 4910 человек, летно-подъёмный состав — 998 человек. Самолётный и вертолётный парк — 297 аппаратов, вертолёты представлены в основном моделями Ми-1 и Ми-4, также были в эксплуатации модели Ми-2, Ми-6, Ми-8[6].
- 1991 — Тюменское управление гражданской авиации реорганизовано в авиакомпанию «Тюменьавиатранс» по приказу министра гражданской авиации[7].
- 1991 — «Тюменьавиатранс» начинает сотрудничать с Организацией Объединенных Наций (ООН).
- 1992 — авиакомпания получила статус акционерного общества открытого типа.
- 2001 — авиакомпания стала крупнейшим подрядчиком ООН по обслуживанию миротворческих миссий[8].
- 2002 — название компании было изменено на ОАО «Авиакомпания «ЮТэйр».
- 2003 — компания вошла в состав международной вертолётной ассоциации (Helicopter Association International)[9].
- 2005 — в составе ЮТэйр был организован Вертолётно-коммерческий комплекс (ВКК) и основано дочернее предприятие в Индии UTair India.
- 2006 — основано дочернее предприятие UTair Europe s.r.o. (Пьештяни, Словакия).
- 2007 — компания начала обновление парка, в рамках которого к 2017 году было приобретено 45 вертолётов Ми-8АМТ. Это была крупнейшая закупка вертолётов в новейшей истории России[10].

Знак ОАО «Нефтеюганский объединённый авиаотряд»

- 2008 — в группу компаний «ЮТэйр» вошли Нефтеюганский объединенный авиаотряд[11] и лидер вертолетной индустрии в Перу Helicopteros del Sur (Helisur)[4]
- 2011 — ЮТэйр в городе Мариньян получили первый вертолёт AS350 B3 по контракту на поставку 20 легких вертолетов семейства Ecureui, заключённому в 2010 году. Поставки по контракту рассчитаны до 2013 года. Cделка позволила ЮТэйр первой на постсоветском пространстве приступить к эксплуатации усовершенствованной модели вертолета AS350 B3 — AS350 B3e (сокращенные эксплуатационные расходы и облегченное обслуживание)[12].

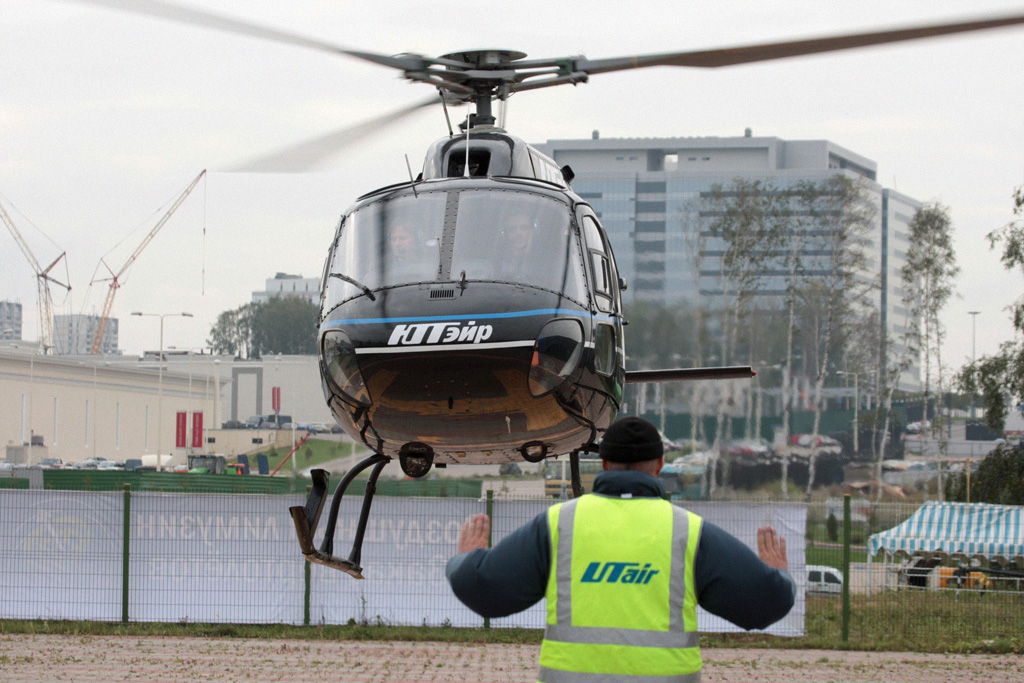
Пятиместный двухдвигательный AS355N

- 2011 — заключён договор на поставку в течение 2013-2014 годов 15 двухдвигательных вертолётов ЕС175, доработанных под требования ЮТэйр[12].
- 2012 — в состав группы компаний вошли авиакомпания «Восток» (Хабаровск) и  компания «Турухан», оказывающая вертолётные услуги на территории Красноярского края.
- 2016 — АО «ЮТэйр-Вертолётные услуги» вошло в состав Ассоциации HeliOffshore, объединяющей операторов, осуществляющих профессиональную деятельность по шельфовым вертолётным перевозкам[9].
- 2017 — АО «ЮТэйр-Вертолётные услуги» продолжило обновление флота и заключило контракт с холдингом «Вертолёты России» на поставку восьми многоцелевых вертолётов Ми-8АМТ. Часть вертолётов оборудованы медицинскими модулями для выполнения задач санитарной авиации в рамках приоритетного государственного проекта «Обеспечения своевременного оказания экстренной медицинской помощи гражданам, проживающим в труднодоступных регионах Российской Федерации»[13][10].

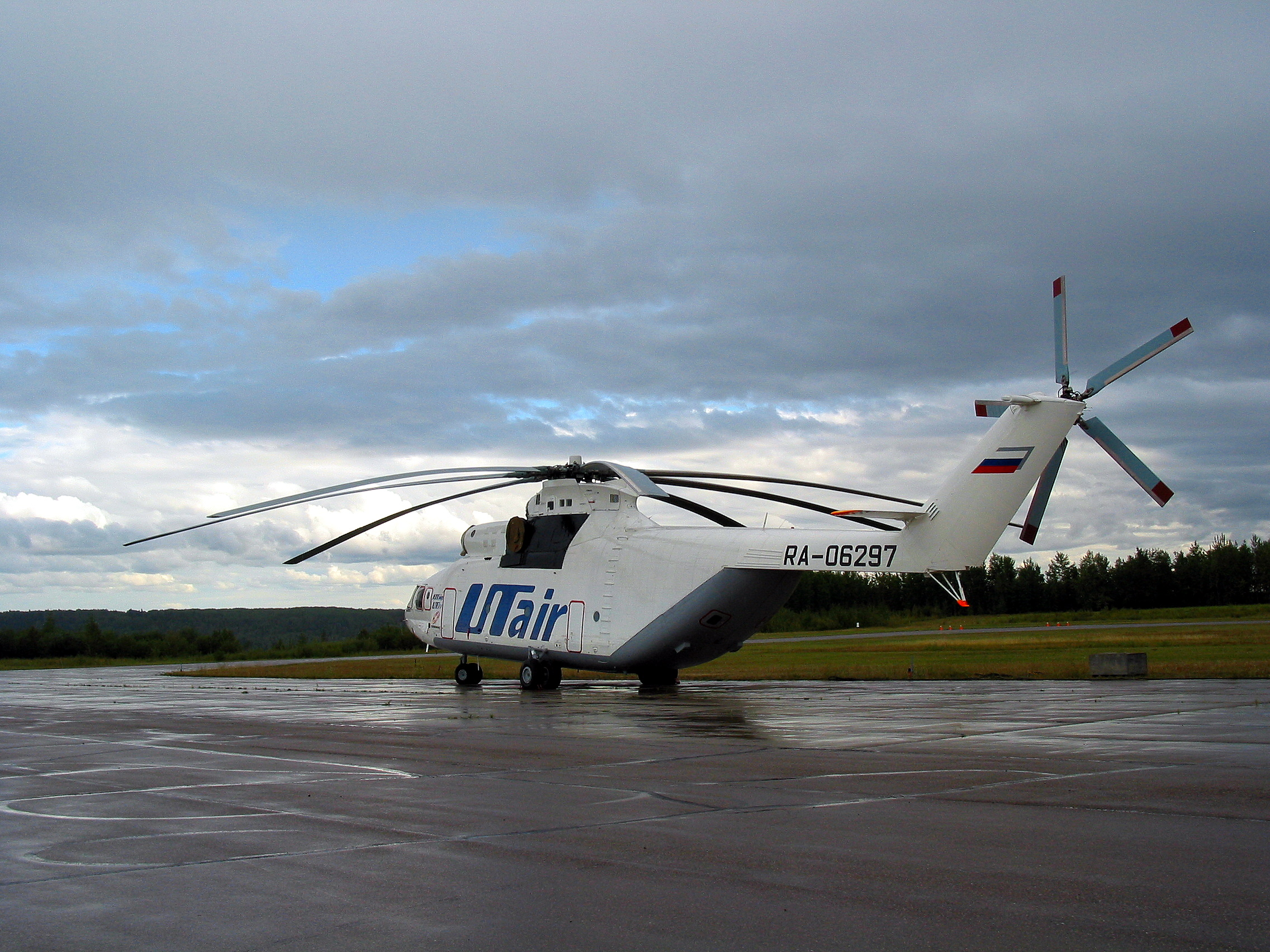
Ми-26 «ЮТэйр» в аэропорту Форт-Нельсон

- 2018 — компания начала эксплуатацию вертолёта Ми-171А2 (самую современную модификацию вертолётов типа Ми-8/17) производства холдинга «Вертолёты России».
- 2021 — на Международном авиационно-космическом салоне заключено соглашение с холдингом «Вертолёты России», входящим в госкорпорацию «Ростех», о поставке 50 вертолётов Ми-171 (Ми-8АМТ)[14].
- 2022 — в октябре АО «ЮТэйр-Инжиниринг» обеспечивающая техническое обслуживание и ремонт вертолётов, получила сертификат разработчика авиационной техники от Росавиации[15].
- 2022 — на международной выставке вертолётной индустрии HeliRussia-2023 заключили соглашение с «Казавиаспас» (Казахстан) о предоставлении авиауслуг при возникновении ЧС, техническом обслуживании АО «Казавиаспас» и подготовке и переподготовке лётного состава на трежёрах учебного центра ЮТэйр. Экипажи ЮТэйр пройдут горную подготовку и подготовку к полётам на высоте более 3000 метров[16].
- 2023 — «ЮТэйр-Вертолётные услуги» продолжают расширение сетки маршрутов в труднодоступные места, обеспечив транспортную доступность 15 отдаленным поселкам Вагайского, Нижнетавдинского и Тобольского районов Тюменской области[17].
- 2023 — компания ЮТэйр в рамках контракта с АО «Государственная транспортная лизинговая компания» вводит в эксплуатацию 15 новейших вертолётов семейства Ми-17, произведённых холдингом «Вертолёты России»[18].
- 2024 — на Петербургском международном экономическом форуме Государственная транспортная лизинговая компания (ГТЛК) и «ЮТэйр-Вертолетные услуги» подписали договор, по которому ГТЛК поставит 10 Ми-8МТВ-1 по проекту Фонда национального благосостояния[19].

## Сферы деятельности

### Работа для ООН
Начиная с 1991 года ЮТэйр выступает подрядчиком ООН по доставке гуманитарных грузов вертолётным транспортом, с 2001 года — крупнейшим поставщиком авиатранспортных услуг для этой организации, с 2011 года — оказывает услуги медицинской эвакуации по контрактам с миротворческими организациями. В обслуживании миротворческих миссий ООН задействовано более 400 лётных и технических специалистов высокой квалификации.
ОАО «Нефтеюганский объединенный авиаотряд» был включен в реестр официальных поставщиков вертолетных услуг Организации Объединённых Наций с 1999 года.

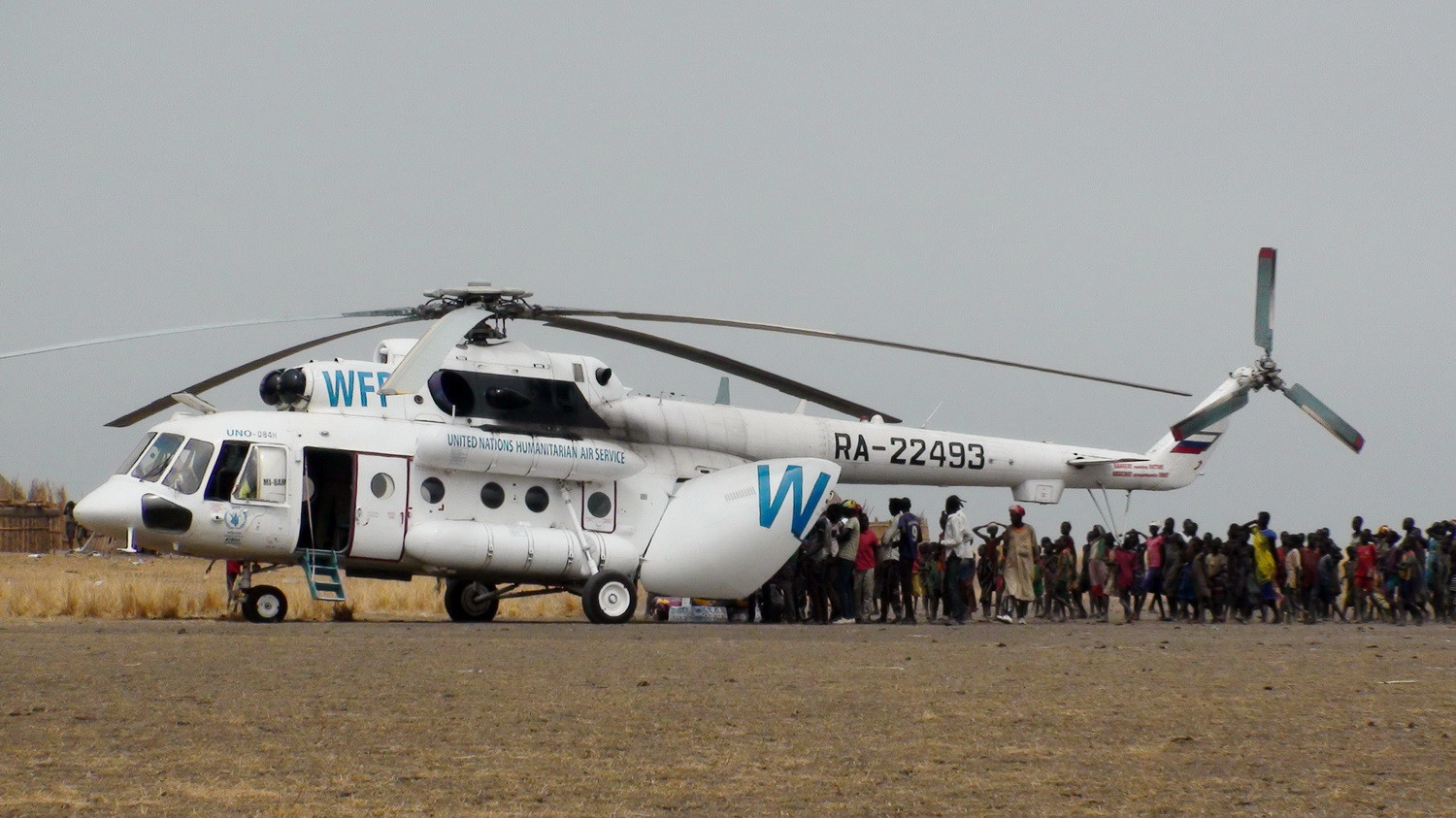
Ми-8АМТ «ЮТэйр» доставляет продовольственную помощь в Уланг, Южный Судан

География работ: Абхазия, Бурунди, Республика Гаити, Западная Сахара, Демократическая Республика Конго, Ливан, Соломоновы Острова, Судан, Сьерра-Леоне, Турция, Центральноафриканская Республика, Эритрея, Эфиопия.
В рамках долгосрочных контрактов по авиационному обеспечению миротворческих миссий ООН в Кот-д’Ивуаре, Либерии, Судане, Южном Судане, Конго, Афганистане, Сомали и Мали было задействовано 55 вертолётов и самолётов Utair.
В ноябре 2020 года экипаж «ЮТэйр» помог спасти в Южном Судане при прорыве дамбы возле населённого пункта Паньягор 12 сотрудников Международного Комитета Красного Креста.
В 2021 году ЮТэйр эвакуировала 245 сотрудников ООН из Афганистана в Казахстан.
В рамках сотрудничества с ООН в 2021 году вертолётный оператор обеспечил перевозку более 100 тысяч пассажиров и 12 тысяч тонн в Судане, Южном Судане, Мали, Афганистане, Сомали, Ливане, Конго и Колумбии.
Осенью 2023 года компания вернула 30 вертолётов семейства Ми-17 (Ми-8АМТ/МТВ) в Россию из-за сокращения их участия в миссиях ООН.

### Пожаротушение
Опыт в пожаротушении у компании с 1967 года, с даты основания. Вертолёты компании ежегодно принимают участие в тушении пожаров на территориях Тюменской области, Ханты-Мансийского автономного округа,  Иркутской области, Ямало-Ненецкого округа, Красноярского края, Хабаровского края, Омской области и других регионов. В пожаротушении задействуют Ми-8, Ми-17, Ми-26 и Ка-32 с водосливными устройствами.
В 2023 году только в Тюменской области и ХМАО было зарегистрировано свыше 1 000 масштабных лесных и ландшафтных пожаров, ущерб от них вырос в 1,8 раз. Общий налёт вертолётов ЮТэйр в 2023 году составил более 2 000 часов. В 2022 году налёт при тушении пожаров составил более 1500 часов.
18 мая 2023 года подписан меморандум с единым оператором вертолетных услуг в Республике Казахстан АО «Казавиаспас», по которому ЮТэйр обеспечивает помощь в подготовке лётного состава, проводит техническое обслуживание авиапарка, а также оказывает авиационные услуги при возникновении чрезвычайных ситуаций, включая природные пожары.
Также вертолёты ЮТэйр принимают участие в тушении пожаров в других странах: ЮАР, Перу, Канада, Индонезия, Словакия, Греции. Налёт в Турции в 2023 году составил более 500 часов.
В 2023 году вертолёты и экипажи ЮТэйр приняли участие в мероприятии ГУ МЧС России «Пожарная тяга. Сибирский характер» в Тобольске. Ми-8АМТ помог в демонстрации десантирования с высоты 30 м с последующим тушением импровизированного очага возгорания, а также десантирования с высоты 1 500 и 2 500 метров.

### Санитарная авиация
Опыт санавиации с момента основания компании — с 1967 года. В 2017 году АО «ЮТэйр-Вертолётные услуги» первой в России среди вертолётных операторов получила лицензию на осуществление медицинской деятельности. Таким образом компания смогла оказывать как первую медицинскую помощь, так и транспортировать пострадавших.
В 2017 году общий налет по задачам санитарной авиации составил 6370 часов, из них 1790 в рамках программы «Обеспечения своевременного оказания экстренной медицинской помощи гражданам, проживающим в труднодоступных регионах Российской Федерации». Было перевезено 5100 больных. За 10 месяцев следующего, 2018, года налёт составил 4580 часов (1540 — в рамках программы), количество перевезённых больных — 4000. Общий налёт за 2018 составил свыше 5500 часов, а в 2019 только за первое полугодие показатель превысил прошлогодние значения за тот же период и достигли 3 027 часов. 
Для поддержания жизнедеятельности больных воздушные суда Ми-8/Ми-17 оснащаются специальными медицинскими модулями. В том же году компания работала по заключённым договорам на оказание услуг санавиации в Ханты-Мансийском автономном округе, Тюменской и Омской областях, Красноярском, Хабаровском краях, Республике Хакасия.

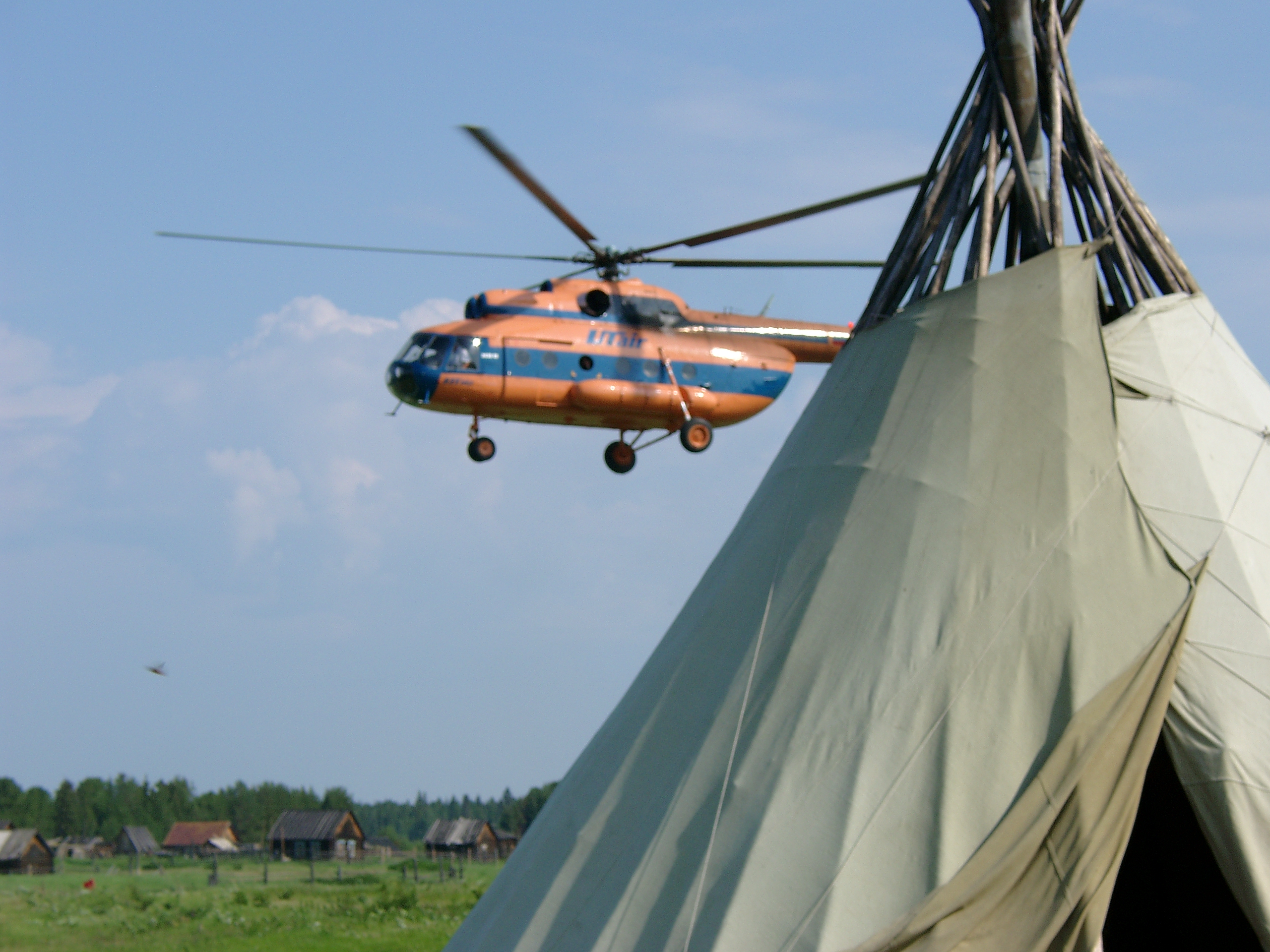
Вертолёт ЮТэйр в Ханты-Мансийском автономном округе

В 2018 году АО «ЮТэйр-Вертолётные услуги» стала обладателем первой Всероссийской премии в области санитарной авиации «Золотой час». За 2017 год вертолёты компании перевезли 5100 пациентов, а налёт по санитарным заданиям достиг 6370 часов вдвое превысив показатели 2016 года.
В ноябре 2020 года экипаж вертолёта Ми-8МТВ помог спасти в Южном Судане (Паньягор) 12 сотрудников Международного Комитета Красного Креста.
В 2021 году легкие вертолёты компании начали работу в Тюменской области в рамках реализации национального проекта «Здравоохранение».
С ООН по направлению медицинской эвакуации компания сотрудничает с 2011 года.

### Работа в нефтегазовой сфере
Вертолёты обслуживали работы в нефтегазовой отрасли с создания Тюменского управления гражданской авиации в 1968 году. Авиацию использовали «Тюменьгазпром», «Главтюменьнефтегаз» и другие предприятия отрасли. На обслуживание было выделено 38% всего гражданского вертолётного парка страны.
В последующие годы вертолёты компании использовались на всех этапах работы в нефтегазовой сфере, от геологоразведки до транспортировки.
В 2015 году компания заключила договор с «Ухта Бурение» (филиал ООО "Газпром бурение") на работы в Ямало-Ненецком автономном округе на перевозку дизельного топлива с привлечением тяжёлых вертолётов Ми-26Т.
В 2015 году «ЮТэйр-Вертолётные услуги» и China National Petroleum Corporation начали совместную работу на крупнейшем в Таджикистане месторождении Бохтарский СРП.
В 2017 году компания предоставила Ка-32 для санитарных заданий на разведочной скважине компании «Газпром геологоразведка» на Ленинградском газоконденсатном месторождении в акватории Карского моря.
Компания обеспечивала авиауслуги при освоении Бованенковского, Харасавэйского, Ямбургского, Новопортовского месторождений газа.
АО «ЮТэйр-Вертолётные услуги» приняло участие в работе выставок «Нефтегаз» в 2015, 2017, 2021, 2023 годах.
Компания выступила партнёром Тюменского нефтегазового форума в 2018 — 2023 годах.
В 2021 году в рамках XXIV Петербургского международного экономического форума компания заключила соглашение о стратегическом сотрудничестве с «Роснефтью» сроком на 5 лет.
Основные заказчики работу «ЮТэйр-Вертолётные услуги» в нефтегазовой сфере: Роснефть, Транснефть, ГК Газпром, Сургутнефтегаз, Лукойл-Авиа, Независимая нефтегазовая компания, Башнефть, Новатэк, Сибур.

### Работа в Арктике
С августа 2012 года вертолёты группы ЮТэйр работают в Заполярье и арктических широтах. Компания обеспечивает логистику арктических экспедиций, обеспечивают Нарьян-Марскую епархию, участвуют в проекте «Русская Арктика», организованном РПЦ (в 2018 году руководство ЮТэйр получило награды от епископа Нарьян-Марского и Мезенского Иакова). Вертолёты доставляют людей и грузы на Северный полюс, в ледовый лагерь Барнео и на арктический архипелаг Земля Франца Иосифа, есть опыт посадки на дрейфующие льды.
В 2014 году ЮТэйр участвовала в проекте по обслуживанию строительства нефтеналивного терминала «Газпромнефть Новый порт». Медицинское сопровождение работ и транспортировку персонала за Полярным кругом проводил легкий многофункциональный вертолёт ВО-105 с системой посадки на воду (баллонетами).

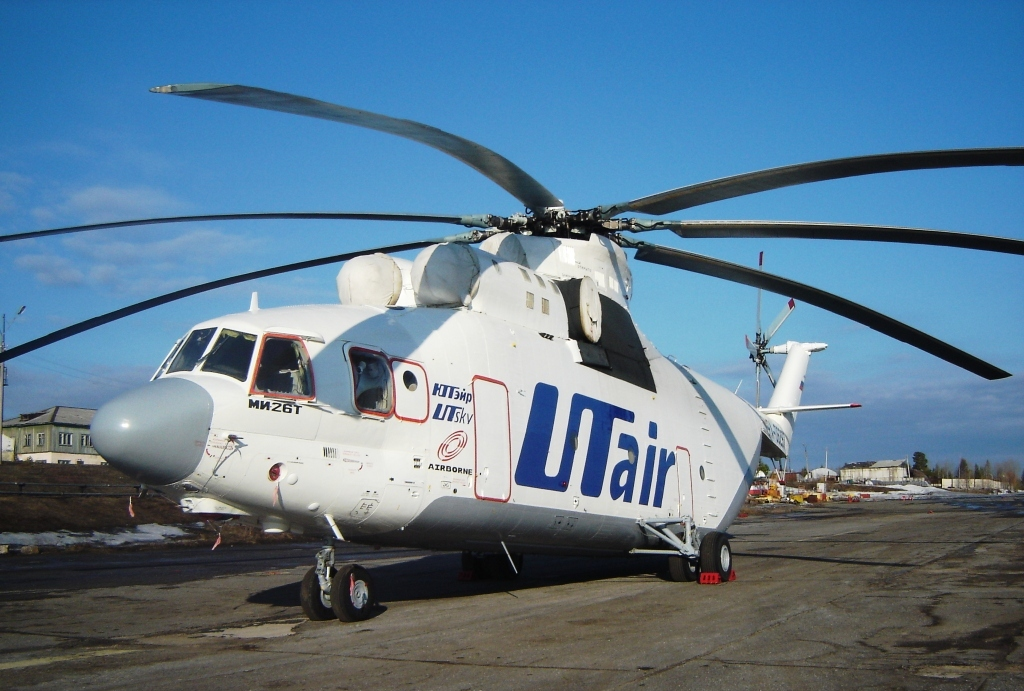
Ми-26Т в Усть-Куте

В 2017 году Ми-26Т компании ЮТэйр по заказу компании «ЛУКОЙЛ» перевозил оборудование и грузы из Хатанги на нефтяное месторождение, Восточно-Таймырский лицензионный участок.
В 2018 году были проведены первые полёты серийных Ми-171А2, которые приспособлены для эксплуатации в арктических условиях. Первые машины переданы ЮТэйр для использования в Заполярье.
Также в 2018 году два вертолёта Ми-8АМТ сопровождали семнадцатую высокоширотную экспедицию на ледовой базе «Барнео» вблизи Северного Полюса. Вертолёты, совершив перелёт длиной более 3000 км от Сургута с посадками в Тазовском, Диксоне и на острове Средний, выполнили работы по поиску базы, транспортировке команды и оборудования. 
В 2022 году ЮТэйр стала партнёром «Большой арктической экспедиции», в рамках которой участников экспедиции довезли до Красноярска.
В 2023 году компания участвовала в опытно-исследовательских учениях «Безопасная Арктика − 2023» совместно с МЧС. Отрабатывались действия при ЧС, проверялась техника и снаряжение для работ в арктических условиях. В лётной программе учений на ледоколе «Арктика» использовали два Ми-8МТВ от АО «ЮТэйр-Вертолётные услуги».

### Специальные проекты
2014 — на Зимних Олимпийских играх в Сочи вертолёты «ЮТэйр» Airbus Helicopters AS350 обеспечили фото-, видеосъемку и трансляцию соревнований, включая церемонии открытия и закрытия, а также доставили видеооборудование, крепления для видеокамер и фрагменты съёмочных вышек в труднодоступные места. В том же году вертолёт Ecureuil AS-355 NP участвовал в обеспечении телевизионной трансляции свободных заездов, квалификации и основной гонки Гран При Формулы 1 в Сочи.
2017 — было создано специальное подразделение в компании «ЮТэйр-Вертолётные услуги» по беспилотным системам. БПЛА (дроны с полётным временем 3–5 ч и максимальной взлётной массой до 15 кг, которые производят две российские компании — «Геоскан» и Zala Aero Group) выполняют тепловую, фото- и видеосъёмку для ведущих предприятий топливно-энергетического комплекса Западной Сибири. В 2017 году в парке подразделения было пять БПЛА, в 2018 их стало восемь. Суммарный налёт за 2017-18 года составил более 15 тысяч км.
2017 — многоцелевые вертолёты Airbus Helicopters AS350 обеспечивали авиаподдержку (медицинскую помощь, фото- и видеосъёмку) ралли-марафона «Шёлковый путь».
2018 — многоцелевой вертолет Ка-32 был задействован в работах по замене оголовка факельной установки на Муравленковском газоперерабатывающем заводе в Ямало-Ненецком автономном округе. Монтажные работы по снятию старого оголовка и установке модернизированного велись на высоте 80 метров.
2019 — Ми-26 компании «ЮТэйр-Вертолётные услуги» выполнил транспортировку на внешней подвеске Ан-74 и Ту-134. Самолет Ан-74 переместили из аэропорта Рощино на базу ЮТэйр для участия в авиашоу «В гостях у ЮТэйр». Самолет Ту-134, установленный на прилегающей к аэропорту территории, стал памятником тюменским авиаторам. Это совместный проект ЮТэйр, АО «Аэропорт Рощино» и Правительства Тюменской области. 
2021 — вертолётная группа ЮТэйр обеспечивала логистику Организации Объединенных Наций и Всемирной продовольственной программы в зоне извержения вулкана Ньирагонго в Конго.
2021 — на внешней подвеске вертолета Ми-26 транспортировали самолёт ATR-42-300 из аэропорта «Рощино» в аэропорт «Плеханово» для восстановительного ремонта и последующего пополнения фонда музея авиационной техники под открытым небом. Работу усложнил предельно допустимый в районе Тюмени ветер, но работу провели успешно.
2021 — первыми в России стали использовать пилотажные очки ночного видения, что позволило использовать вертолёты в ночное время при мониторинге местности, поиске пострадавших людей при выполнении спасательных операций, совершения безопасной посадки на подобранную с воздуха площадку без светосигнального оборудования.  
2022 — в результате проведения уникального проекта по восстановлению фюзеляжей Ми-26Т до лётного состояния было восстановлено два фюзеляжа. На последнем этапе доставки из Красноярска в Тюмень на аэродром авиакомпании «Плеханово» фюзеляжи транспортировались на внешней подвеске Ми-26.

## Вертолётное шоу в Сибири
С 2004 года ЮТэйр проводит крупнейшее вертолетное шоу в Сибири «В гостях у ЮТэйр». В рамках мероприятия посетители могут осмотреть все виды вертолётов, которые использует компания, пообщаться с экипажами и увидеть манёвры пилотов в воздухе.
В программу выступлений входит самый грузоподъемный в мире вертолёт Ми-26, «летающий кран» Ми-10К и новейший на тот момент Ми-171А2. Гости могли увидеть многоцелевые вертолеты AS350/355, Ка-32, Ми-8 и Ми-17, посмотреть как вертолёты производят высадку спасателей на парашютах и тушение пожаров.
Также в программе — показательные полеты на вертолетах и самолетах, выступление спортсменов-парашютистов и авиамоделистов, полеты на вертолёте Ми-8 и самолете Ан-2.
В другие годы менялся состав демонстрируемого авиапарка, но программа фестиваля оставалась неизменной.
В 2022 году мероприятие посетили 60 тысяч зрителей.

## Вертолёты в кино
В 2020 году вертолёт UTair с бортовым номером OM-AVS использовали в съемках фильма «Довод» Кристофера Нолана. Пилотирование в сцене высадки героев на яхту осуществлял экипаж компании.
В 2022 году вертолёт компании Ми-8 участвовал в съемках фильма «Вахтовый метод». Полёт и посадку осуществлял экипаж компании, саму технику использовали в неизменном виде (оригинальная красно-жёлтая расцветка борта подошла режиссёру).

## Награды
«ЮТэйр-Вертолётные услуги» — 12-кратный обладатель национальной авиационной Премии «Крылья России» (2000, 2002, 2005, 2008, 2009, 2014, 2016, 2017, 2019 и 2020, 2021 и 2022 годах) в номинации «Авиакомпания года — вертолётные услуги».
В 2021 году компания получила Skyway Service Award за скорую авиационную помощь.

## Авиационные происшествия
9 августа 2012 года в 15.20 (по местному времени) в районе села Карачам в провинции Мугла в Турции произошла катастрофа вертолёта Kа-32T ОАО «Нефтеюганский объединённый авиаотряд» (бортовой номер RA-31596), во время тушения природных пожаров по неустановленной причине столкнулся со склоном горы, после чего скатился вниз, в труднодоступное ущелье и разрушился. Из 5 членов экипажа, находившихся на борту, все погибли, включая троих россиян. За сутки вертолёт выполнил семь вылетов. Имена погибших россиян: Александр Гаврилов, Николай Атепалихин и Сергей Хорохорин.
4 августа 2018 года в 5:43 (по московскому времени) в Туруханском районе Красноярского края, в 180 км от Игарки разбился вертолёт Ми-8. Вертолёт успел пролететь два километра и на высоте 100 метров задел лопастями металлический трос впереди летевшего вертолета с внешней грузовой подвеской, к которой была прикреплена металлическая конструкция. В результате катастрофы погибли все находившиеся на борту 18 человек (15 пассажиров и 3 члена экипажа).